# Домаји
Домаји су насељено место у саставу општине Соколовац у Копривничко-крижевачкој жупанији, Хрватска. До територијалне реорганизације у Хрватској налазили су се у саставу старе општине Копривница.

## Становништво
На попису становништва 2011. године, Домаји су имали 176 становника.

## Попис1991.
На попису становништва 1991. године, насељено место Домаји је имало 223 становника, следећег националног састава:
| Попис 1991.‍  | Попис 1991.‍  | Попис 1991.‍ | Попис 1991.‍ | Попис 1991.‍ |
| ------------ | ------------ | ----------- | ----------- | ----------- |
|              |              |             |             |             |
| Хрвати       | Хрвати       |             | 174         | 78,02%      |
| Срби         | Срби         |             | 28          | 12,55%      |
| Југословени  | Југословени  |             | 14          | 6,27%       |
| неопредељени | неопредељени |             | 6           | 2,69%       |
| регион. опр. | регион. опр. |             | 1           | 0,44%       |
| укупно: 223  |              |             |             |             |